# リヨン＝モン・ヴェルダン空軍基地
座標: 北緯45度51分00秒 東経4度47分00秒 / 北緯45.85度 東経4.783333度
リヨン＝モン・ヴェルダン第942空軍基地（フランス語：Base aérienne 942 Lyon-Mont Verdun）は、フランス共和国オーヴェルニュ＝ローヌ＝アルプ地域圏（旧ローヌ＝アルプ地域圏）ローヌ県リヨン近郊のヴェルダン山山頂に所在するフランス空軍の基地。航空作戦国家センター（CNOA）が置かれている他、第05.942探知管制センターは南部フランスの四分の一の空域を管轄している。戦略空軍や戦略海洋部隊の作戦センターも置かれている。
リヨン基地には1940年6月4日のドイツ軍との空中戦で戦死したパイロット「ジャン・ロベール大尉（Capitaine Jean Robert）」の称号が与えられている。

## 歴史
リヨン基地はドール山脈の一帯にあり、施設のうち一つは1874年に建設された砦を中心に作られている。全施設内は特に2基の監視と防空レーダーが含まれている。基地には空軍に必要な運用準備、計画、航空作戦に関連した複数の訓練学校を統合して
空軍と国防に関連する組織体の連続した再編で基地の機能は増加され、2007年以降そのいくつかは実現している。
2007年9月1日にタヴェルニー空軍基地にあった航空作戦指揮センター（CCOA）の後継として航空作戦国家センター（CNOA）が設置される。
リヨン基地は北大西洋条約機構（NATO）の航空指揮統制システム（ACCS）の検証プログラムに基づくヨーロッパにある四つあるセンターの一つに指定され、全加盟国に航空作戦の指揮と管制を提供できるシステムを構築し、最終的には基地機能は西ヨーロッパをカバーするとされる。このプログラムが実施されれば探知管制センター（ARS、航空管制センター、RAP放送センター、センサー連携所）は近代化され、共同航空作戦センター（CAOC）には戦術級航空指揮結節として確立される。この2つの単位はNATO標準CARS（2013年から2014年）でけ形成される。
2008年以降、統合軍航空部隊司令官（JFACC）が置かれ、主に演習や防災計画、国外作戦のための配備可能なセンターとして実装されている。
2010年10月に航空作戦準備分析シミュレーション・センター（CASPOA）と呼称されるC2学校は複合体に加入する。第3段階の責任に基づき基地には航空作戦センターに必要な関係者全てを訓練することを目的とし、1年間に訓練生約1,200人を受け入れている。訓練生の約20％はNATOやフランスの友好国出身者で構成されている。2012年にメスに所在する航空情報センター（CRA）が第942空軍基地に移転される予定。
第942空軍基地はフランス空軍の中枢センターになりつつある。